# Ништа
Ништа или ништавило (лат. nihil), појам је који описује одсуство или непостојање било чега. Има своју примену у разним наукама, између осталог математици, физици, рачунарству. У филозофији, ништа као небиће је појмовно негирање бића. Појам ничега има примену и у математици, где се означава нулом или ништицом. Филозофски и математички појам ништице формулисан је у древној Индији, под називом шуња (санскрит: śūnya).
„Ништа”, кориштено као заменица, означава одсуство нечега или одређене ствари коју би неко могао очекивати или желети да буде присутна („Нисмо нашли ништа”, „Ништа није било тамо”) или неактивност једне или више ствари које су обично или могу бити активне („Ништа се није померило”, „Ништа се није догодило”). Као предикат или допуна „ништа” означава одсуство значења, величине, вредности, релевантности, стајања или значаја („То је прича/ Идиотово казивање, пуно звука и беса,/ Означава ништа”; „Афера није значила ништа”; „Ја нисам ништа у њиховим очима”). „Ништавило” је филозофски појам који означава опште стање непостојања, понекад попредмећено као домен или димензија у коју ствари прелазе када престану да постоје или из којег могу настати, нпр. сматра се да је Бог створио свемир ex nihilo, „из ничега”.

## Ништа у филозофији
У филозофском смислу, појам „ништа” се први пут јавља у Парменидовој изреци: „Биће јесте, а небиће није“. За атомисте ништа означава празнину. У Платоновом учењу о највишим родовима бића доказује се нужност постојања небића (ме он) као супротности обухваћене самим појмом битка (Софист, 258а — 259д). Тако за Платона, ништа као небиће, назначује различитост. Аристотел одређује небитак као појмовну супротност битку тврдећи: „битак није небитак“ (Мет. IV, 3, 1105 б). Као пука могућност, првобитна материја се код Платона и Плотина такође јавља као релативно ништа.
За Августина и хришћанску теологију ништавило је знак коначности узете у себи, без односа са принципом стварања и добра. Дунс Скот је први увео разликовање апсолутног ништа (ништавило) и релативног ништа, како би помирио исказ „од ничега настаје ништа“ (лат. ex nihilo nihil fit) с теолошким схватањем да је Бог створио свет из ничега (лат. creatio ex nihilo). У Хегеловој дијалектичкој логици чисти битак је услед своје апстракције и неодређености идентичан с чистим ништа. Појам ништа има значајну улогу у филозофији егзистенције. Код Хајдегера се ништа јавља као „ништа бића“, док је код Сартра ништа истоветно с битком-за-себе човека у пукој егзистенцији своје бачености у свет себе.
Кинески ч'ан филозоф Шенхуи упитан: »Што је ништавило?» одговара: »Ако кажеш да постоји онда сигурно претпостављаш обележја чврстоће и отпорности, а ако кажеш да је то нешто што не постоји, какву онда тражиш помоћ од тог појма?«

## Ништа у математици
Прихватање и одбацивање, познавање и непознавање нуле, празнине и бесконачности сеже дубоко у историју. Примитивна нула се први пут појавила у старом Вавилону, али само као врста показивача места у бројевима.
Верује се да је у 4. веку п. н. е. приликом Александрових освајања вавилонска нула пренета у Индију. Нула је у Индији добила бројну вредност и место на оси. Било је прилично неуобичајено да нешто што броји ништа, нешто без количине постане број. Стари индијски математичари су покушали и да деле нулом, утврдивши да када се дода или одузима било шта од разломка 1/0, ништа се не дешава јер је број 1/0 непроменљив (то је, заправо, једнако бесконачно).
После 7. века, у продору ислама на далеки Исток, Арапи су сазнали за индијске бројеве, па се њихова математика развијала уз нулу.
У 13. веку, Италији и западном свету нулу је представио математичар Леонардо Фибоначи, али без много успеха. Леонардо је путовао у Африку где се школовао у арапским школама. По повратку у Италију написао је више књига о математици у којима је између осталог приказао предности арапских бројева и нуле.
У 17. веку француски математичар и филозоф Рене Декарт начинио је координатни систем у који је увео нулу. У том систему увидео је везу између облика и једначина и тиме засновао аналитичку геометрију.

## Ништа у физици
Модерна физика је наука која је у свом свету пронашла примењену нулу. Физичари су открили да нуле на неки начин постоје у универзуму, разбацане унаоколо, а назване су црне рупе. Црна рупа на неки начин "гута" простор и време, а општа теорија релативности је описује као место у коме је простор-време бесконачно закривљено.

## Рачунарство
У рачунарству, „ништа” може да буде резервисана реч (у ) која се користи уместо уместо неименованог, апстракције податка. Иако рачунарски хардвер за складиштење увек садржи бројеве, „ништа” симболизује број који систем прескаче када програмер то жели. Многи системи имају сличне могућности, али различите кључне речи, као што су „” (e.g. SQL), „”, „”, и „None” (Пајтон).
Да би се дала инструкција процесору рачунара да не ради ништа, кључна реч као што је „NOP” може да буде диступна. Ово је контролна апстракција; процесор који извршава NOP ће се понашати идентично као и процесор који не обрађује ову директиву.